# فكتور زابو
فكتور زابو (بالمجرية: Szabó Viktor)‏ (23 يوليو 1986 المجر - ) هو لاعب كرة قدم مجري يلعب كمهاجم.

## وصلات خارجية
فكتور زابو على موقع اتحاد المجر (الهنغارية)
- فكتور زابو على موقع قاعدة بيانات كرة القدم.إي يو (الإنجليزية)